# Тардион
Тардио́ны или брадио́ны — общее название частиц (как «элементарных», так и составных), всегда движущихся медленнее скорости света (в противоположность тахионам). 
Все «обычные» частицы (за исключением безмассовых, таких, как например фотон), независимо от того, являются ли они составными или «элементарными», то есть например электроны, кварки или протоны, а также более крупные составные частицы, такие как ядра, атомы и т. п., формально — и до макроскопических тел, относятся к классу тардионов (хотя в некоторых современных теориях гипотетические тахионы так или иначе встречаются, тем не менее, в конечной эффективной теории они обычно отсутствуют, не говоря уже о том, что не обнаружены экспериментально, причём их существование и в теории относится обычно к неустойчивым состояниям поля, которые не могут сохраняться слишком долго).
Все тардионы обладают положительным квадратом массы («массы покоя»).
Термин не является слишком употребительным и используется главным образом в рамках теоретического исследования тахионов. Более обычным — вне контекста темы тахионов — термином, синонимичным тардиону/брадиону, является массивная частица (также — массивное поле).